# 범어사 아미타극락회상도
범어사 아미타극락회상도(梵魚寺 阿彌陀極樂會上圖)는 부산광역시 금정구 범어사에 보존되어 있는 그림으로, 아미타불이 극락세계에서 설법하는 모습을 그린 불화이다. 2003년 9월 16일 부산광역시의 문화재자료 제10호로 지정되었다.

## 개요
범어사에 보존되어 있는 그림으로, 아미타불이 극락세계에서 설법하는 모습을 그린 아미타극락회상도이다.
이 아미타극락회상도는 비단 바탕에 전체적으로 주색을 바르고, 그 위에 백색선묘로 도상을 묘사하였다. 도상구성은 화면 중앙의 아미타좌상을 중심으로 보살상과 사천왕상, 나한상이 배치되어 있다.
아미타상의 육신부는 황색을 바르고 육신선은 가는 먹선으로 묘사하였으며, 법의의 옷주름선은 백색선묘로 표현하였다. 화면 아랫부분의 좌우 보살상의 육신부 표현 역시 아미타본존상과 같은데, 지물로서 연꽃봉오리의 가지를 쥐고 있다. 사천왕상·아난·가섭상의 육신부는 백색을 바르고 옅은 주색으로 음영을 표현하였다. 아미타상의 향좌측에 있는 천왕상은 지물로 가늘고 긴 형태에 손잡이가 있는 칼을 가지고 있다.
화면의 아랫부분 중앙에 있는 기록에 의하면 이 아미타극락회상도는 함풍 10년, 즉 조선 철종 11년(1860)에 조성된 것임을 알 수 있다.
범어사 아미타극락회상도는 작품의 상태, 도상 및 화풍 등으로 볼 때 조선후기 불교미술 연구에 중요한 자료로 평가된다.

## 같이 보기
- 범어사

## 참고 자료
- 범어사아미타극락회상도 - 국가유산청 국가유산포털